# Stazione di Castelvecchio Pascoli
Stazione di Castelvecchio Pascoli vasútállomás Olaszországban, Barga településen.

## Vasútvonalak
Az állomást az alábbi vasútvonalak érintik:
- Aulla Lunigiana–Lucca-vasútvonal

## Kapcsolódó állomások
A vasútállomáshoz az alábbi állomások vannak a legközelebb:
- Stazione di Fosciandora-Ceserana
- Stazione di Barga-Gallicano